# Арседен, Уорин
Уорин Арседен (англ. Warin l'Arcedekne; умер между 1400 и 1407) — английский рыцарь, сын Джона Арседена и Сесили Хакомб, внук Томаса Арседена, 1-го барона Арседена. После смерти отца в 1377 году унаследовал семейные владения, расположенные в Корнуолле, и права на баронский титул, но в парламент как лорд ни разу не вызывался. В 1380 и 1382 годах заседал в нижней палате парламента как рыцарь от графства Корнуолл.
Уорин был женат на Элизабет Толбот, дочери сэра Джона Толбота из Ричардс Кастла в Херефордшире, наследнице своего брата Джона, умершего бездетным в 1388 году. В этом браке родились четыре дочери:
- Филиппа, жена сэра Хью Куртене и Джона Кэри[2];
- Алиенора, жена Уолтера де Люси[2];
- Марджори, жена Томаса Арундела[2];
- Элизабет[3][4].